# Cneorane braeti
Cneorane braeti es un coleóptero de la familia Chrysomelidae.
Fue descrita científicamente por primera vez en 1892 por Duvivier.